# Golce
Golce [ˈɡɔlt͡sɛ] é uma aldeia localizada no distrito administrativo de Wręczyca Wielka, do condado de Kłobuck, voivodia de Silésia, no sudoeste da Polônia. A aldeia tem uma população de 386 habitantes.